# 419

## Esdeveniments
- Se celebra el Concili de Tarraco. En aquest sínode hi assisteixen els bisbes d'Ilerda i d'Osca per respondre de la seva vinculació amb el priscil·lianisme. En el sínode es condemna aquest moviment doctrinal.
- Els vàndals baixen des de Galícia cap al sud de la península Ibèrica

## Naixements
- 419 - Ravenna: Valentinià III, emperador romà d'Occident (424 - 455). (m. 455)